# 斯蒂爾城 (伊利諾伊州)
斯蒂爾城（英語：Steel City）是位於美國伊利諾伊州富蘭克林縣的一個非建制地區。該地的面積和人口皆未知。

## 地理
斯蒂爾城的座標為37°59′53″N 88°52′45″W / 37.99806°N 88.87917°W，而該地的平均海拔高度為132米（即433英尺）。